# Kohleria
Kohleria este un gen de plante care face parte din familia Gesneriaceae. Kohleria este una din plantele care deși își are originea în zonele tropicale s-a adaptat foarte bine climatului temperat unde este cultivată ca plantă de interior. Kohleria este o plantă erbacee cultivată de regulă ca plantă anuală.

## Descriere
Înălțimea ei variază de la specie la specie, media fiind în jurul valorii de 20 cm. Frunzele sunt alungit-lanceolate cu marginile zimțate. Culoarea frunzelor este și ea diversificată în funcție de specie, poate fi verde-crud, verde închis sau cu nuanțe de roșcat. Unele sunt marmorate, pe fond verde sunt pete de culoare roșcat-maroniu. La unele varietăți conturul frunzelor poate fi roșu la fel și partea dorsală a frunzelor. Altele au nuanțe de maro-roșcat. Frunzele sunt acoperite cu perișori deși și fini. Florile Kohleriei apar de regulă în vârful plantei la axila fiecărei frunze. Au forma unor clopoței de 3–4 cm lungime cu orientare în jos, susținute de un peduncul lung și subțire care permite florilor să dea senzația că plutesc în aer. Culorile florilor au o multitudine de culori: roșu, roz, mov, lila, galben și chiar alb, care sunt presărate cu picățele. Picățelele au o nuanță mai închsiă decât a fondului de bază și pot fi dispuse aleator sau liniar. Unele varietăți au coloritul părții exterioare diferit de partea interioară. Altele au marginile petalelor conturate cu o dunguliță ce au culoarea care predomină în coloritul florii. Florile Kohleriei sunt acoperite la fel ca frunzele cu perișori deși și fini pe partea exterioară. Dacă sunt privite din lumina soarelui, datorită perișorilor, florile vor avea un efect de strălucire foarte frumos.
Nu s-a specificat sursa de unde au fost luate aceste informatii.
www.flori-si-plante.ro

## Specii
- Kohleria affinis (syn. Capanea affinis)
- Kohleria allenii
- Kohleria amabilis
  - Kohleria amabilis var. amabilis
  - Kohleria amabilis var. bogotensis (syn. K. bogotensis)
- Kohleria digitaliflora
- Kohleria eriantha
- Kohleria hirsuta
- Kohleria inaequalis
- Kohleria lindeniana
- Kohleria spicata
- Kohleria tigridia (syn. Capanea grandiflora)
- Kohleria villosa
- Kohleria warscewiczii

## Perioada de înflorire
Depinde foarte mult de perioada punerii în vegetație. De regulă primăvara târziu și poate dura până toamna foarte târziu.

## Îngrijire
- Sol: De preferat un sol bogat în substanțe nutritive pentru a nu fi nevoiți să utilizăm substanțe de stimulare a înfloririi. Substratul trebuie să fie de tip drenat, să nu rețină apa. Foarte important pentru ca rizomii riscă să putrezească. Dacă avem posibilitatea să adăugăm puțin perlit în substrat ar fi foarte bine.
- Lumină și amplasament: Lumina este esențială pentru o bună și frumoasă dezvoltare a plantei dar să avem grijă s-o ferim de soarele amiezii din timpul verii.
- Temperatură: Cel mai bine se simte la o temperatură de 20-24 °C. Temperatura minimă pentru planta aflată în repaus va fi de 7-8 °C.
- Udarea: Kohleria este o plantă iubitoare de apă însă administrarea ei trebuie făcută regulat și moderat. Cantitatea de apă și intervalul de timp îl stabilim în funcție de anotimp și temperatura ambientului.
- Îngrășământ: Nu este nevoie dacă pământul este nutritiv.
- Dăunători: Este o plantă care rezistă la dăunători, dar poate fi atacată de păianjenul roșu dacă aerul este prea uscat. Din acest motiv aerisirea încăperii este obligatorie și asigurarea unei atmosfere nu prea uscate ne va ajuta să avem plante sănătoase.
- Înmulțire: Planta se înmulțește cel mai bine prin rizomi care la un interval de 10-15 zile devin plăntuțe și după 4 luni vom avea plante cu flori. Mai putem înmulți Kohleria și prin lăstari care se prevelează din vârful plantei sau divizarea plantei mamă când devine matură.

## Sugestii
Kohleria este o plantă foarte ușor de întreținut, cu un minim de îngrijire putem avea flori aproape tot timpul anului. Totuși pentru ca aspectul plantei să fie frumos este bine ca după prima transă de flori la sfârșitul toamnei să lăsăm planta în repaus. Vom rări udările și trecem ghiveciul într-o cameră mai răcoroasă. În felul acesta vom face loc altor plante care nu necesită repaus pe perioada iernii. Frunzele nu trebuie stropite cu apă existând riscul pătării lor. indicat este ca frunzele inestetice și florile uscate să se îndepărteze de pe plantă.

## Varietăți
- Amadeus
- Ampallang
- Astarte
- Beetowen
- Bibbi
- Dragon Blood
- Eriantha
- Flashdance
- Hanna Roberts
- HCY's Jardin De Monet
- Jester
- Kapo
- Laura
- Linnea
- Lucky Lucifer
- Mannchu
- Monte Friendship
- Mother's Lipstick
- Onamnad
- Pele
- Pendulina
- Pink Heaven
- Prince Albert
- Queen Victoria
- Rongo
- Sunshine
- Warszewiczii